# Hoogspanning (televisieprogramma)
Hoogspanning was een televisieprogramma op SBS6. In dit televisieprogramma werden de medewerkers van Nuon die het werk bij de hoogspanningsmasten doen gevolgd bij hun dagelijkse routine.